# ヴェスレイ・ロペス・ベルトラーメ
ヴェスレイ・ロペス・ベルトラーメ（Wesley Lopes Beltrame, 1987年6月24日 - ）は、ブラジル・カタンドゥーヴァ出身の元サッカー選手。現役時代のポジションはミッドフィールダー。

## 経歴
2005年からサントスFCのユースチームに所属し、2007年、トップチームに昇格した。2009年3月26日に、アトレチコ・パラナエンセに期限付き移籍して、シーズン終了までプレーをした。2010年にドイツのヴェルダー・ブレーメンへ移籍。2012年2月にSEパルメイラスに移籍。2015年、サンパウロFCへ移籍。2017年、スポルチ・レシフェへ移籍。

## 代表歴
2010年10月7日にアブダビのシェイク・ザイード・スタジアムで行われたイラン代表との親善試合で代表デビューを果たす。3-0のブラジルの勝利に貢献した。

## タイトル
サントス
- カンピオナート・パウリスタ : 2010
- コッパ・ド・ブラジル : 2010

パルメイラス
- コッパ・ド・ブラジル : 2012
- カンピオナート・ブラジレイロ・セリエB : 2013